# Malesherbia linearifolia
Espèce
Malesherbia linearifolia est une espèce de plantes à fleurs de la famille des Malesherbiaceae, selon la classification classique, de la famille des Passifloraceae, selon la classification phylogénétique. Son nom vernaculaire est « Blue Star of Cordillera ». Il est originaire de Coquimbo, Valparaiso, Metropolitana et de la région d'O'Higgins du Chili,.

## Description

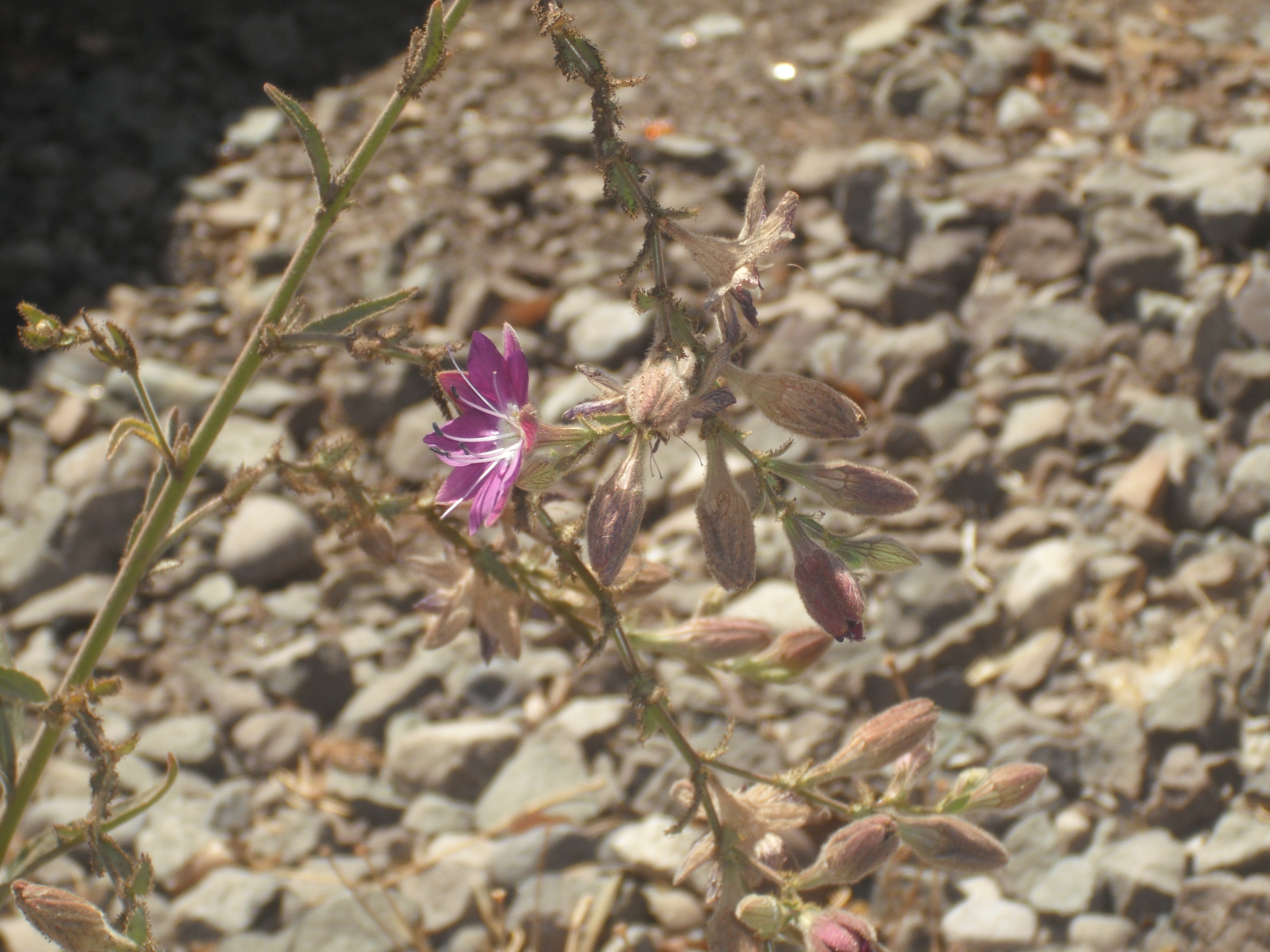
Malesherbia linearifolia.

C'est un sous-arbrisseau qui fut le premier membre du genre Malesherbia à être décrit. La description originale datant de 1797 par Cavanilles.
M. Linearifolia est phénotypiquement très similaire à l'espèce sœur M. paniculata. Tous deux poussent à partir d'un rhizome, ont des inflorescences en cymes et leurs fleurs vont du bleu clair au violet foncé Elles diffèrent par leurs feuilles,  M. paniculata a des feuilles pennées tandis que M. Linearifolia a des feuilles étroites. Elles diffèrent également par leur aire de répartition.
M. Linearifolia est pollinisée par Lasia aenea, Centris chilensis et Centris cineraria.

## Systématique
Le nom correct complet (avec auteur) de ce taxon est Malesherbia linearifolia (Cav.) Poir..
L'espèce a été initialement classée dans le genre Gynopleura sous le basionyme Gynopleura linearifolia Cav..
Malesherbia linearifolia a pour synonymes :
- ? subalpina Poepp.
- Gynopleura angustifolia Walp.
- Gynopleura coronata (D.Don) M.Roem.
- Gynopleura linearifolia Cav.
- Malesherbia coronata D.Don
- Malesherbia humilis var. subalpina (Poepp.) Gay
- Malesherbia humilis var. subalpina (Poepp.) Reiche
- Malesherbia linearifolia (Cav.) Pers.
- Malesherbia subalpina Poepp.
- Malesherbia subalpina Poepp. ex M.Roem.